# Quercus schneideri
Quercus schneideri är en bokväxtart som beskrevs av Friedrich Vierhapper. Quercus schneideri ingår i släktet ekar, och familjen bokväxter. Inga underarter finns listade i Catalogue of Life.